# Salix japopina
Salix japopina är en videväxtart som beskrevs av A. Kimura. Salix japopina ingår i släktet viden, och familjen videväxter. Inga underarter finns listade i Catalogue of Life.